# Eugene Kennedy (Biochemiker)

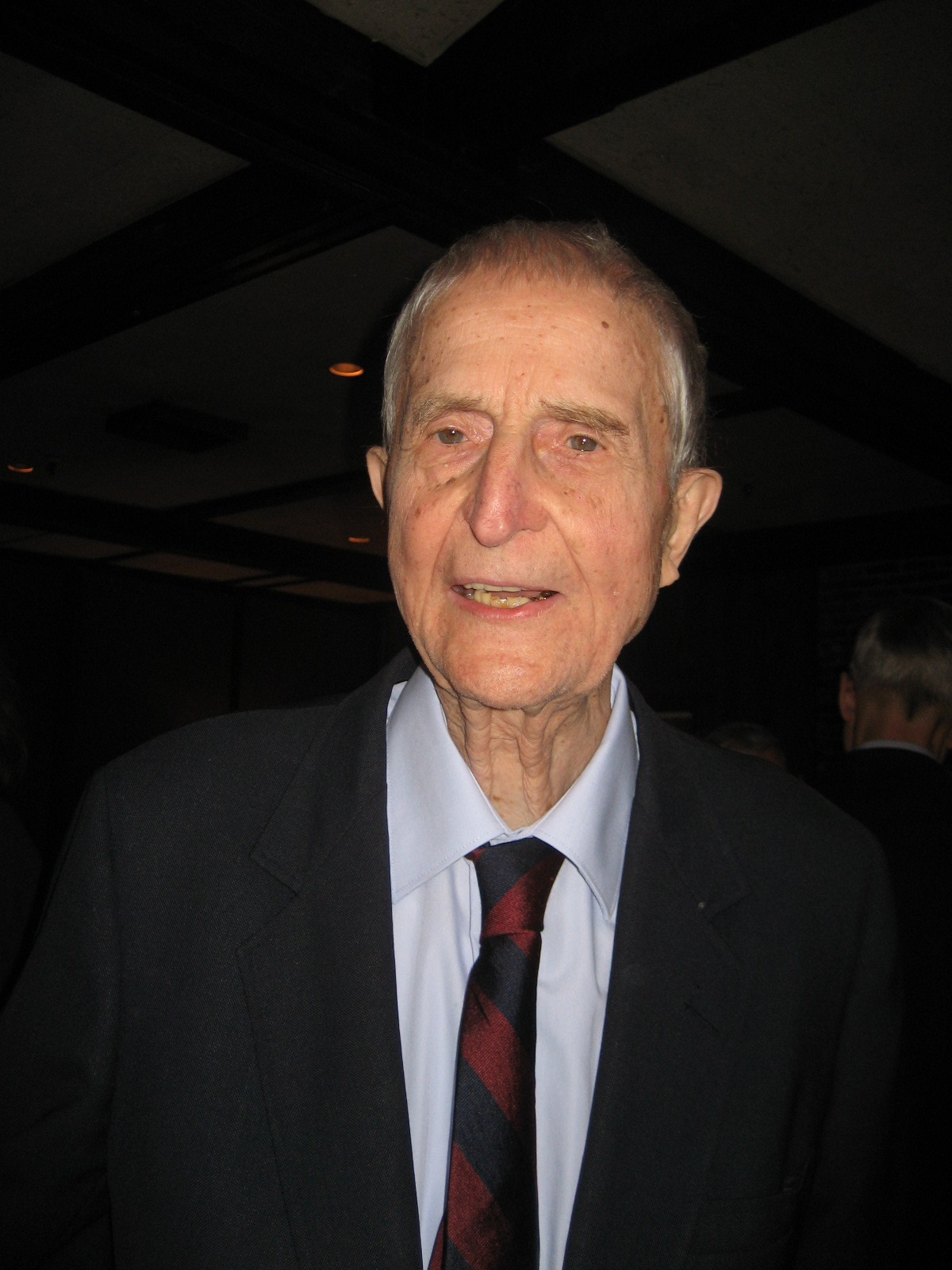
Eugene Kennedy, 2009

Eugene Patrick Kennedy (* 4. September 1919 in Chicago; † 22. September 2011 in Cambridge, Massachusetts) war ein US-amerikanischer Biochemiker, der ab 1959 als Professor und Leiter der Abteilung für biologische Chemie an der Harvard Medical School fungierte. Schwerpunkte seiner Forschung, für die er unter anderem in die National Academy of Sciences aufgenommen und mit einem Gairdner Foundation International Award ausgezeichnet wurde, waren die Stoffwechselprozesse in den Mitochondrien, die Biosynthese und Funktion von Phospholipiden sowie die Isolierung und Charakterisierung von Membranproteinen.

## Leben
Eugene Kennedy wurde 1919 als viertes von fünf Kindern irischer Auswanderer in Chicago geboren und absolvierte ab 1937 ein Studium der Chemie an der DePaul University sowie ab 1941 ein Promotionsstudium an der University of Chicago, wo er sich in organischer Chemie und ab 1947 bei Albert Lester Lehninger in Biochemie spezialisierte. Nach seiner Promotion im Jahr 1949 wechselte er zunächst an die University of California, Berkeley zu Horace Albert Barker sowie 1950 an die Harvard Medical School in Boston, an der er mit Fritz Albert Lipmann zusammenarbeitete. Nachdem er 1951 an die University of Chicago zurückgekehrt war, wurde er 1959 zum Hamilton-Kuhn-Professor für biologische Chemie sowie zum Leiter der entsprechenden Abteilung an der Harvard Medical School ernannt, an der er bis 1993 wissenschaftlich tätig war.
Eugene Kennedy war von 1943 bis zum Tod seiner Frau im Jahr 1999 verheiratet und Vater von drei Töchtern. Er starb 2011 in Cambridge (Massachusetts).

## Wissenschaftliches Wirken
Eugene Kennedy entdeckte zwischen 1948 und 1950 gemeinsam mit Albert Lehninger, dass bei Eukaryoten in den Mitochondrien der Citrat-Zyklus, die Fettsäureoxidation und die oxidative Phosphorylierung ablaufen. Damit klärten die beiden Wissenschaftler wesentliche Etappen der Energiegewinnung in Organismen. Darüber hinaus beschäftigte er sich mit der Biosynthese von Phospholipiden und deren Rolle beim Aufbau von Biomembranen sowie an der Harvard University mit der Isolierung und Charakterisierung von Membranproteinen.

## Auszeichnungen
Eugene Kennedy erhielt unter anderem 1958 den Pfizer Award in Enzyme Chemistry, 1976 einen Gairdner Foundation International Award sowie 1986 den Passano Award und den Heinrich-Wieland-Preis. Darüber hinaus wurde er 1961 in die American Academy of Arts and Sciences und drei Jahre später in die National Academy of Sciences aufgenommen. Seit 1993 war er Mitglied der American Philosophical Society.

## Werke (Auswahl)
- Eugene P. Kennedy, Albert L. Lehninger: Oxidation of Fatty Acids and Tricarboxylic Acid Cycle Intermediates by Isolated Rat Liver Mitochondria. In: Journal of Biological Chemistry. 179/1949, S. 957–972
- Eugene P. Kennedy, Albert L. Lehninger: The Products of Oxidation of Fatty Acids by Isolated Rat Liver Mitochondria. In: Journal of Biological Chemistry. 185/1950, S. 275–285
- Eugene P. Kennedy, Samuel B. Weiss: The Function of Cytidine Coenzymes in the Biosynthesis of Phospholipides. In: Journal of Biological Chemistry. 222/1956, S. 193–214

## Weiterführende Veröffentlichungen
- Eugene P. Kennedy: Sailing to Byzantium. In: Annual Review of Biochemistry. 61/1992. Annual Reviews, S. 1–28, ISSN 0066-4154 (autobiographische Erinnerungen)
- K. Noelle Gracy: A Conversation with Eugene Kennedy. In: Biochemical and Biophysical Research Communications. 294(3)/2002. Elsevier, S. 519/520, ISSN 0006-291X (Interview mit Eugene Kennedy)